# Гуменецька Олександра Григорівна
Олекса́ндра Григо́рівна Гумене́цька (нар. 21 жовтня 1956, Львів) — українська театральна акторка. Заслужена артистка УРСР (1991). Народна артистка України (2017).

## Життєпис
1976 — закінчила учбово-театральну студію підготовки акторських кадрів при Львівському українському драматичному театрі ім. М. Заньковецької (викладачі Сергій Данченко, Любов Каганова, Юрій Єременко).
1987 — закінчила Державний інститут театрального мистецтва імені А. Луначарського (ГИТИС) у Москві (курс Н. Д. Ковшова, С. Л. Собінової).
Працює в Національному академічному українському драматичному театрі імені Марії Заньковецької (Львів).

## Ролі
- Одарка («Дай серцю волю, заведе в неволю» М. Старицького)
- Маруся («Житейське море» І. Карпенка-Карого)
- Рита («Чорна Пантера і Білий Ведмідь» В. Винниченка)
- Емілія («Отелло» В. Шекспіра)
- Леді Егтерворд («Дім, де розбиваються серця» Б. Шоу)
- Елеонора («Танго» С. Мрожека)
- Анеля («Дами і гусари» А. Фредро)
- Ніна («Маскарад» М. Лермонтова)
- Ганна («Меланхолійний вальс» за О. Кобилянською)